# Militaire patrouille op de Olympische Winterspelen 1924
Militaire patrouille is een van de sporten die beoefend werden tijdens de Olympische Winterspelen 1924 in Chamonix-Mont-Blanc. De wedstrijden vonden plaats in het Stade Olympique de Chamonix in Chamonix-Mont-Blanc.
Deze sport is de voorloper van het huidige biatlon en wordt door het IOC beschouwd als een volwaardig olympisch onderdeel.

## Heren
Opzet
Elk team bestond uit vier militairen waaronder een officier. Het team moest gezamenlijk een parcours van 30 km afleggen en samen finishen. Halverwege moest door drie militairen worden geschoten op in totaal 18 doelen op een afstand van 250 meter. Elke treffer leverde een bonificatie op van 30 seconden.
Uitslag
| Rang   | Sporters                                                                   | Land | Tijd    | Treffers | Gecorrigeerde tijd |
| ------ | -------------------------------------------------------------------------- | ---- | ------- | -------- | ------------------ |
| Goud   | Denis Vaucher Anton Julen Alfons Julen Alfred Aufdenblatten                | SUI  | 4:00:06 | 8        | 3:56:06            |
| Zilver | August Eskelinen Heikki Hirvonen Ville Mattila Väinö Bremer                | FIN  | 4:05:40 | 11       | 4:00:10            |
| Brons  | André Vandelle Camille Mandrillon Georges Berthet Maurice Mandrillon       | FRA  | 4:19:53 | 2        | 4:18:53            |
| 4      | Bohuslav Josífek Jan Mittlöhner Josef Bím Karel Buchta                     | TCH  | 4:22:24 | 5        | 4:19:54            |
|        | Stanisław Chrobak Stanisław Kądziołka Szczepan Witkowski Zbigniew Wóycicki | POL  | DNF     | -        | -                  |
|        | Piero Dente Albino Bich Goffredo Lagger Paolo Francia                      | ITA  | DNF     | -        | -                  |